# Değirmenözü, Manavgat
Değirmenözü là một xã thuộc huyện Manavgat, tỉnh Antalya, Thổ Nhĩ Kỳ. Dân số thời điểm năm 2011 là 327 người.